# Informationsabteilung des Auswärtigen Amtes
Die Informationsabteilung des Auswärtigen Amtes war eine Abteilung für Konfliktkommunikation im Reichsaußenministerium im Ersten Weltkrieg und von September 1939 bis April 1943.

## Leitung
- September 1939 bis August 1940: Rudolf von Scheliha, Stellvertreter Rudolf Rahn
- Von 21. August bis 15. Oktober 1940: Günther Altenburg.
- Von Ende 1940 bis 15. Juni 1941 Walter Stahlecker.
- 15. Juni 1941 bis April 1943: Walther Wüster, Stellvertreter Hans Bernd von Haeften.

## Referate
- Ref. I: Erfassen und Auswerten von Nachrichten
- Ref. II, später Inf. VAA: Militärischer Nachrichten- und Propagandadienst, betreute Verbindungsoffiziere des AA (VAAs) bei den Armeeoberkommandos (AOKs). Sie berichteten an Josias von Rantzau (1903–1950), Wilhelm Großkopf (1884–1942), Werner Graf von der Schulenburg und Gustav Hilger.
- Ref. III: Fremdsprachiger Artikeldienst 1940 aus der Presseabteilung des AA übernommen, geleitet von Hans Georg von Studnitz
- Ref. IV: Herstellen und Verbreiten von Schrifttum im und nach dem Ausland.

Bei der Umstrukturierung Anfang 1941 wurde der Artikeldienst, mit etwa 50 meist ausländischen Redakteuren, wieder der Presseabteilung zugeordnet und sechs nach Ländergruppen strukturierte Referate gebildet, so dass
- Ref. X Ländergruppe USA Ferner Osten geleitet von Adam von Trott zu Solz
- Ref. XI Bekämpfung der feindlichen Gräuelpropaganda
- Ref. XII/Nachrichtendienst

entstanden.
- Ref. XIV wurde am 5. Januar 1944 als "Antijüdischen Aktionsstelle" gegründet. Leitung: Horst Wagner zu den Mitarbeiter gehörten: Adolf Hezinger, Paulus von Stolzmann[1]

## Mitarbeiter
Zum 1. September 1942 waren 260 Mitarbeiter beschäftigt, unter ihnen Eugen Gerstenmaier; Albrecht Haushofer; Klaus Mehnert; Harald von Rautenfeld; Alexander Werth; Giselher Wirsing.